# Wiesław Konrad Osterloff
Wiesław Konrad Osterloff (ur. 25 stycznia 1915 w Janowie Podlaskim, zm. 17 kwietnia 1980 w Warszawie) – polski pisarz, autor utworów dla młodzieży.

## Życiorys
Był synem lekarza weterynarii Konrada Władysława i Marii Zofii z Kotkowskich. Po uzyskaniu matury w 1933 r. studiował na Wydziale Prawa Uniwersytetu Warszawskiego, który ukończył w 1939 r. Brał czynny udział w kampanii wrześniowej, w 1940 r. aresztowany przez Gestapo i wysłany wraz ze swym bratem Lechosławem do obozu w Buchenwaldzie. Został zwolniony po dwóch latach na podstawie dokumentów poświadczających szwedzkie pochodzenie rodziny.
Po wojnie pracował jako dziennikarz w Polskiej Agencji Prasowej oraz wydawnictwach handlu zagranicznego. Publikował krytyki literackie i felietony na łamach m.in. „Kuźnicy”, „Odrodzenia”, „Problemów” i „Życia Literackiego”.
Kultura i historia Ameryki Łacińskiej, którymi się pasjonował, stała się tematem większości jego książek (Dzieci słońca oraz Ród Pizarrów, przetłumaczony w 1974 na język czeski). Napisał także Historię sportu (1976) oraz książkę Od Aten do Montrealu (1977, wspólnie z Włodzimierzem Źróbikiem).
Został pochowany na cmentarzu ewangelicko-augsburskim przy ulicy Młynarskiej w Warszawie w grobie rodzinnym (aleja D, kwatera 55).

## Twórczość
- Zmierzch azteckich bogów (1966)
- Ród Pizzarów (1967)
- Synowie kuguara i lisicy (1968)
- Zanim przyszli Hiszpanie (1968)
- Dzieci Słońca (1969)
- W zielonym piekle pozłacanego kacyka (1970)
- Na stadionach Azteków. XIX IO Meksyk 1968 (1971)
- Trapalanda – stolica indiańskich cezarów (1974)
- Historia sportu (1976)